# Richard Schur

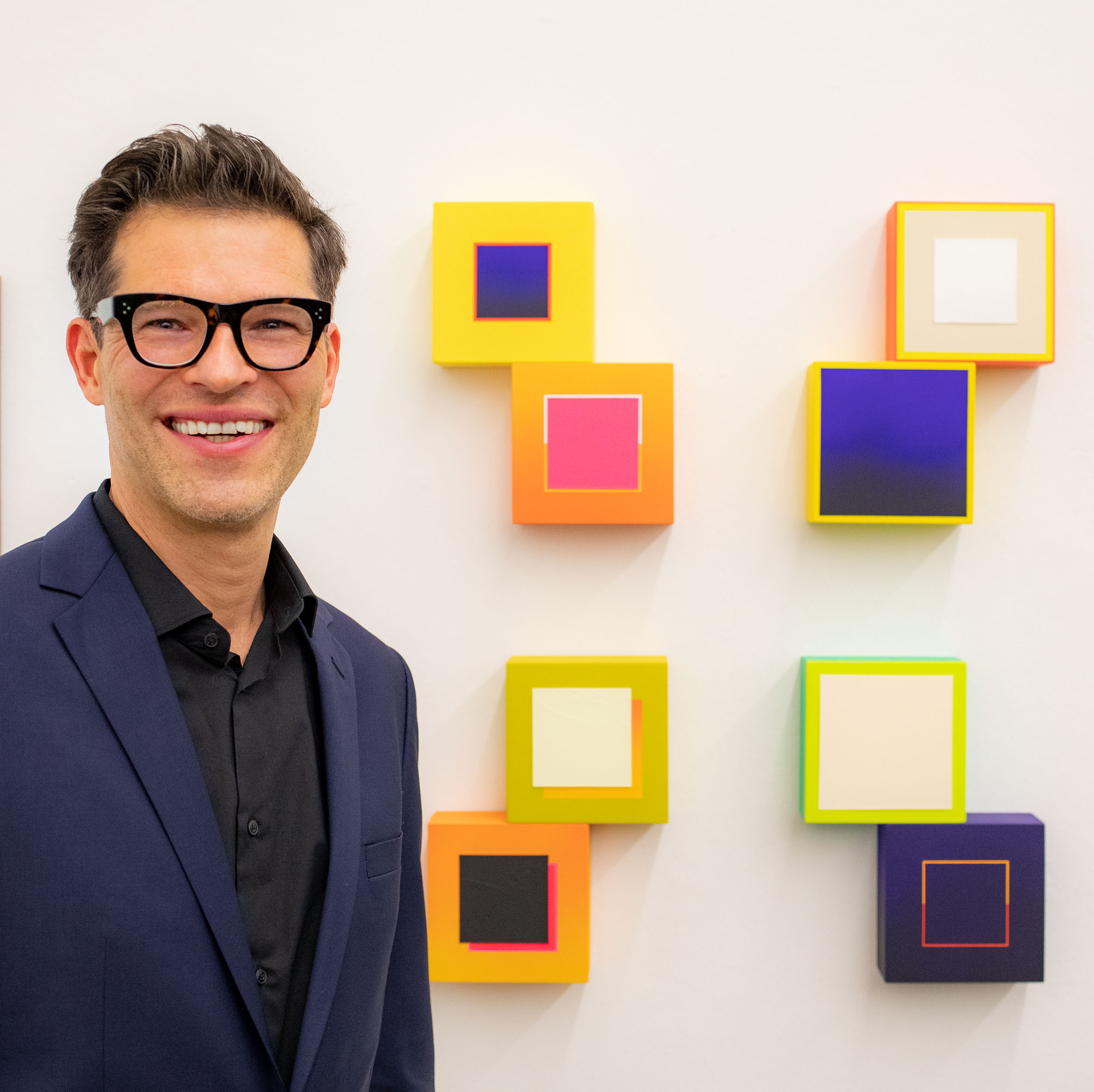
Richard Schur 2018

Richard Schur (* 1971) ist ein deutscher Maler des 21. Jahrhunderts.

## Karriere
Richard Schur studierte an der Akademie der Bildenden Künste in München und schloss sein Studium im Jahr 2000 als Meisterschüler ab. Von 2002 bis 2008 lehrte er als Assistenzprofessor bei Jerry Zeniuk an der Akademie der Bildenden Künste München Malerei. 2005 erhielt er den Bayerischen Kunstförderpreis. Schurs Werke werden seit 1998 in Galerien und Museen gezeigt.

## Werk
Schur ist für komplexe abstrakte Gemälde bekannt, die „visuelle Untersuchungen und kunsthistorische Referenzen mit einem Element der Verspieltheit“ verbinden. Seine Werke wurden als Metaphorical Grids beschrieben, die klare Farbblöcke enthalten und an die geometrische Präzision eines Piet Mondrian erinnern.
Zunächst arbeitet Schur mit Studien, die es ermöglichen, dass seine Motive sich über einen längeren Zeitraum entwickeln, wobei er als Teil eines intuitiven Prozesses mit der Farbwahl experimentiert. Die Motive werden dann auf größere Leinwände übertragen, auf denen der Künstler die Formensprache der Hard-edge-Malerei verwendet, um „ein Gefühl der Klarheit im Zusammenspiel der Farben zu gewinnen“. In seiner Kunst geht es auch darum, das „Licht, den Geist und die Atmosphäre“ verschiedener Orte auf der ganzen Welt zusammenzubringen, die ihn inspiriert haben.

## Auszeichnungen
- 2005: Bayerischer Kunstförderpreis des Bayerischen Staatsministeriums für Wissenschaft, Forschung und Kunst[6]
- ISCP, International Studio & Curatorial Program New York[7]
- CCA, Centro Cultural Andraxt, Spanien[8]
- Stipendium des Bayerischen Staatsministeriums für Wissenschaft, Forschung und Kunst für die USA[9]
- Cité Internationale des Arts, Paris[10]

## Sammlungen (Auswahl)
- Pinakothek der Moderne, München[11]
- CCA, Centro Cultural Andraxt, Spanien[12]
- CAAM, Centro Atlàntico de Arte Moderno, Las Palmas de Gran Canaria, Spanien[13]
- Guangdong Museum of Art, China[14][15]

## Ausstellungen
2025
- "Soloshow Richard Schur", Kristin Hjellegjerde Gallery, West Palm Beach, Florida, United States of America[16]
- „Theorie und Praxis“, Galerie Filser & Gräf, Galeriestraße 6 München, Deutschland[17]

2024
- „Positions Berlin Art Fair“, Galerie Filser & Gräf, Hangar 7 Berlin, Deutschland[18]
- „The Geometry of Abstraction“, Paul Smith, 9 Albemarle London, United Kingdom[19]
- „Korea Galleries Art Fair 2024“, K.O.N.G. Gallery, Seoul, South Korea[20]

2023
- „Liminal Space“, Galerie 21.06, Ravensburg, Deutschland[21]
- „Edge of Abstraction“, Kristin Hjellegjerde London Bridge Gallery, London, United Kingdom[22]

2021
- „Blues - The Color, the Music and the State of Mind“, Cross Mackenzie Gallery, HillsboroVA, USA[23]
- „Highway Song“, Galeria Manuel Ojeda, Las Palmas de Gran Canaria, Spain[24]

2020
- „Everything“, Kristin Hjellegjerde, Berlin, Deutschland[25]
- „Noir et Couleur“, Espace Meyer Zafra, Paris, Frankreich[26]

2019
- „Untitled“, Minus Space, Brooklyn, NY, USA[27]
- „Alleando“, Galerie Corona Unger, Bremen, Deutschland
- „The Sound of Color, Galerie der Moderne“, Stefan Vogdt, München, Deutschland[28]
- „Jahresgaben“, Kunstverein München, München, Deutschland

2018
- „Metropolis“, Galerie Ebbers, Kranenburg, Deutschland
- „Sounds of Light“, Galerie 21.06, Ravensburg, Deutschland
- „Between Structure and Disorder“, Kristin Hjellegjerde, Berlin, Deutschland
- „Roter Faden -Schwarz“, Galerie Klaus Braun, Stuttgart, Deutschland
- „4ABSTRACTs2NOT“, QuadrART Dornbirn, Austria

2017
- „The Sound of Color, Galerie der Moderne“, Stefan Vogdt, München, Deutschland
- „Richard Schur and Douglas Degges“, Shim, Brooklyn, NY, USA
- „Richard Schur en Stephan Fritsch“, ACEC, Apeldoorn, Niederlande
- „Art New York“, with Espace Meyer Zafra, New York
- „Art Market Hamptons“, with Cross Mackenzie Gallery, Bridgehampton Museum, NY, USA
- „Ganz Konkret“, Galerie Klaus Braun, Stuttgart, Deutschland
- „Jahresgaben“, Kunstverein München, München, Deutschland[29]
- „Jahresgaben 2017“, Kunstverein Augsburg, Deutschland
- „Mittsommer – 30 Jahre Artothek!“, Staedtische Artothek München Sammlung Opitz Hoffmann, München, Deutschland
- „Mittsommer – 30 Jahre Artothek!“, Stadtmuseum & Kunstsammlung Jena, Deutschland
- „Mittsommer – 30 Jahre Artothek!“, Galerie Klaus Braun, Stuttgart, Deutschland
- „München Impression“, Galerie Claudia Weil, Friedberg-Rinnenthal, Deutschland

2016
- „Meadows“, Cross Mackenzie Gallery, Washington DC, USA[30]
- „Manhattan Stories“, Galerie Postel, Hamburg, Deutschland
- „Break Ground: Amrhein-Welish, Schur-Seligson“, ART 3, Brooklyn, NY, USA
- „Winter Spring Show 2016“, Espace Meyer Zafra, Paris
- „Lucky Draw“, Sculpture Center, New York, USA
- „Wendezeiten“, CCA Andraxt Kunsthalle, Mallorca, Spanien
- „Sammlung Opitz-Hoffmann“, Stadtmuseum und Kunstsammlung Jena, Deutschland
- „Summer Saunter“, Galerie Klaus Braun, Stuttgart, Deutschland
- „Jahresgaben“, Kunstverein München, München, Deutschland

2015
- „Verve“, Kristin Hjellegjerde, London, United Kingdom[31]
- „Weight for the Showing“, Maddox Arts, London, United Kingdom
- „Jahresgaben“, Kunstverein München, München, Deutschland
- „Summer Show“, Cross Mackenzie, Washington DC, USA
- „We are pleased to invite you #5“, Carlos Carvalho Arte Contemporanea, Lissabon, Portugal
- „Neue Münchner Malerei VI“, Galerie der Moderne, Stefan Vogdt, München, Deutschland
- „Bushwick Open Studios“, with ART 3, Brooklyn, NY, USA
- „Editionen“, Galerie Ebbers at ACEC; Apeldoorn, Niederlande
- „Richard Schur – The Graphic Works“, Gallery O-68, Velp, Niederlande
- „Arbeiten auf Papier“, Galerie Klaus Braun, Stuttgart, Deutschland

2014
- „White Lights“, Galerie Ebbers, Kranenburg, Deutschland
- „Small Works & Toy Stories“, ART 3, Brooklyn, NY, USA
- „Cruce de colecciones“, Centro Atlántico de Arte Moderno (CAAM), Las Palmas de Gran Canaria, Spanien
- „Jahresgaben“, Kunstverein München (Open Studios), ISCP, New York, USA
- „We are pleased to invite you #4“, Carlos Carvalho Arte Contemporanea, Lissabon, Portugal

2013
- „Flashes and Fiction“, Galerie Stefan Vogdt, München, Deutschland
- „Jahresgaben“, Kunstverein München, München, Deutschland
- „Neue Münchner Malerei V“, Galerie der Moderne, Stefan Vogdt, München, Deutschland
- „We are pleased to invite you #3“, Carlos Carvalho Arte Contemporanea, Lissabon, Portugal

2012
- „Line and Plane“, Mc Kenzie Fine Art, New York, USA
- „Summer in the City“, Martin Asbæk Gallery, Copenhagen, Denmark
- „We are pleased to invite you #2“, Carlos Carvalho Arte Contemporanea, Lissabon, Portugal
- „Small Business“ Galerie Ebbers, Kranenburg, Deutschland
- „Jahresausstellung“, Stefan Vogdt – Galerie der Moderne, München, Deutschland

2011
- „Edge of Light“, Galeria Manuel Ojeda, Las Palmas de Gran Canaria, Spanien
- „Bilder des Jahres“, Kunstverein Ravensburg, Deutschland
- „La Colección del CCA“, CCA Andraxt Kunsthalle, Mallorca, Spanien
- „A Romance of Many Dimensions“ Brooklyn Artist’s Gym, New York, USA
- „Summer in the City“, Martin Asbæk Gallery, Copenhagen, Denmark
- „We are pleased to invite you“, Carlos Carvalho Arte Contemporanea, Lissabon, Portugal
- „New München Painting III“ Stefan Vogdt – Galerie der Moderne, München, Deutschland
- „How to Paint“, Katholische Akademie, München, Deutschland
- „Talente“, Galerie Royal, München, Deutschland
- „Save Japan“ Benefit Show, art-report showroom, München, Deutschland

2010
- „Oceans“, Carlos Carvalho Arte Contemporanea, Lissabon, Portugal
- „Grand Tour“, ars agenda, München, Deutschland
- „Hard Candies“, Galerie Ebbers, Kranenburg, Deutschland
- „Richard Schur – Hard Edge Paintings“, Alpine, Graz, Austria
- „Summer in the City“, Martin Asbæk Gallery, Copenhagen, Denmark
- „Sugarbabies II“ Galerie Ebbers, Kranenburg, Deutschland
- „100 Meisterwerke“, Galerie Royal, München, Deutschland

2009
- „Islands“, ars agenda, München, Deutschland
- „ARCO '09“, Madrid: solo at Galeria Manuel Ojeda, Madrid, Spanien
- „Transformal“, Pharmaka, Los Angeles, USA
- „Revue“, Pinakothek der Moderne, München, Deutschland
- „Building Rooms“ Carlos Carvalho Arte Contemporanea, Lissabon, Portugal
- „Trans“, Meridian Gallery, San Francisco, USA
- „Venus & Mars“, Weltraum, München, Deutschland
- „Sugar Babies“ Galerie Ebbers, Kranenburg, Deutschland
- „Weltraum – Jahresrückblick“, Städtische Kunsthalle Lothringer 13, München, Deutschland

2008
- „Shadows“, Galeria Manuel Ojeda, Las Palmas de Gran Canaria, Spanien
- „Echoes“, Kunstverein Ravensburg, Deutschland Galerie an der Bergkerk, Deventer, Niederlande
- „Merger“, Rocket Gallery, London, United Kingdom
- „Forever Young“, ars agenda, München, Deutschland
- „Versos“, Galeria Manuel Ojeda, Las Palmas de Gran Canaria, Spanien
- „Opening“, ars agenda, München, Deutschland
- „Mittelbau“, Verein für Originalradierung, München, Deutschland

2007
- „Space Pool“, Galerie Claus Semerak, München, Deutschland
- „Malerei“, Galerie Ebbers, Kranenburg, Deutschland
- „TRANS: Abstraction“, Weltraum, München, Deutschland
- „X-tra“, Galerie Claus Semerak, München, Deutschland
- „Der Prof. Winkler Romantik Award“, Atelier Hackel/Seitz, München, Deutschland

2006
- „Bayerischer Kunstförderpreis“, Galerie der Künstler, München, Deutschland
- „The Suitcase Show“, Bus Dori Project Space, Tokyo, Japan
- „Farbe bei sich“, Galerie Claus Semerak, München, Deutschland
- „Das Herr Winkelmann-Stipendium“, Atelier Hackel/Seitz, München, Deutschland

2005
- „Neueste Deutsche Abstraktion“, Städtische Artothek, München, Deutschland
- „Universal Painting“, Guangdong Museum of Art, Guangzhou, China[32]
- „Universal Painting“, Duolun Museum Shanghai, Shanghai, China
- „Universal Painting“, White Space Gallery, Peking, China[33]
- „Universal Painting“, Institute of Fine Arts, Wuhan, China
- „München School?“, Museum Katharinenhof, Kranenburg, Deutschland
- „Visual Issues“, Städtische Galerie Traunstein, Deutschland
- „All about Domagkstrasse“, Whitebox, München, Deutschland
- „Account“, Galerie Ebbers, Kranenburg, Deutschland

2004
- „Frische Farbe!“, Galerie Bodenseekreis, Meersburg, Deutschland
- „München School?“, Kunstverein Aichach, Deutschland
- „Und im Winde klirren die Fahnen“, Galerie Ben Kaufmann, München, Deutschland

2003
- „Junge Münchner Künstler“, Storms Galerie, München, Deutschland
- „213“, Domagkateliers München, Deutschland

2002
- „Of Course“, Galerie der Künstler, München, Deutschland
- „Un/gemalte Bilder“, KVD Galerie Dachau, Deutschland
- „Gemischtes Doppel“, Akademie der Bildenden Künste München, München, Deutschland

2001
- „Bilder zur grauen Saison“, Städtische Artothek München, München, Deutschland

2000
- „Ins“, Haus der Kunst, München, Kunstverein Landshut, Deutschland